# Bridgeville (New Jersey)
Bridgeville – jednostka osadnicza w Stanach Zjednoczonych, w stanie New Jersey, w hrabstwie Warren.